# Гебель-Эльба (национальный парк)
Ге́бель-Э́льба (араб. جبل علبة‎, в переводе «гора Эльба») — национальный парк Египта. Большая часть расположена в Халаибском треугольнике, оспариваемом Суданом, но, несмотря на это, территория парка полностью контролируется Египтом.

## География

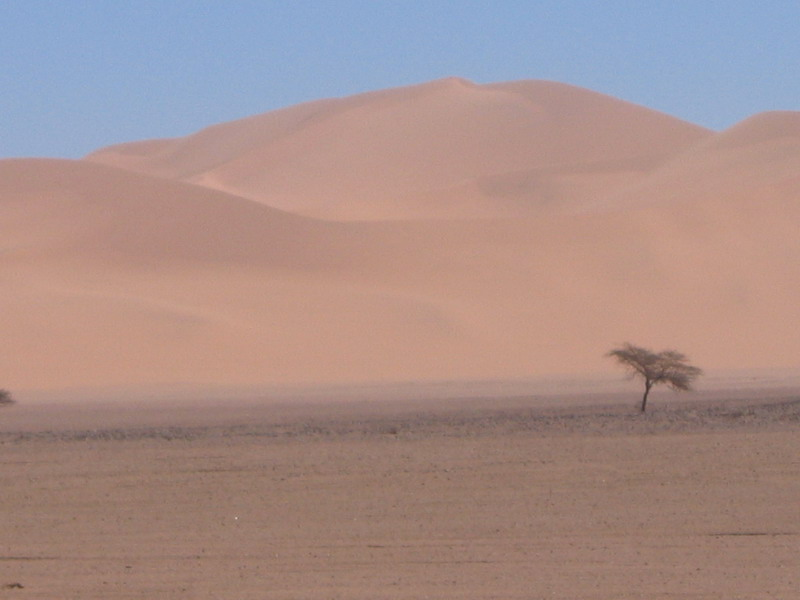

Самые крупные горы достигают высот 1438 м (Гебель-Эльба), 1409 м (Гебель-Шеллаль), 1911 м (Гебель-Шендиб), 1526 м (Гебель-Шендидай). Среднегодовой уровень осадков — менее 50 мм, но на возвышенностях достигает 400 мм. Это объясняется близостью к Красному морю (от 15 до 30 км).

## Экология
Вершина горы является «туманным оазисом» — большая часть осадков там проявляется в виде тумана или росы, что создаёт необычную экосистему, не похожую ни на какую другую в Египте; биоразнообразие парка несравнимо ни с одним местом в стране. В этой относительно влажной области зарегистрировано 458 видов растений — почти 25 % от общего количества видов растений в стране. В парке имеется как минимум один эндемичный растительный вид — Biscutella elbensis из семейства Капустные. Из флоры региона можно выделить уникальное дерево драцену омбет, а наиболее распространёнными в местной горной системе являются акации и другие кустарники, образующие единственную природную лесистую местность Египта. В районе береговой линии всё большее распространение получают мангровые заросли.
Животный мир парка насчитывает 23 вида млекопитающих, среди них особенно распространены полосатая гиена, африканский леопард, степной кот, газели, эфиопский ёж, африканский хорёк и прочие. Также в пределах парка обитает 24 вида рептилий и амфибий.
Также территория парка Эльба известна как местообитания большого числа пернатых, среди них — обыкновенный страус, бородач, филин, рябки, каменки, грифы, обыкновенный стервятник, орлан-крикун, канюки, жёлтый воробей, пегая славка и вороны.